# James Henry Carleton
Pour les articles homonymes, voir Carleton.
James Henry Carleton (27 décembre 1814 à Lubec, Massachusetts, aujourd'hui dans le Maine – 7 janvier 1873 à San Antonio) était un officier général de l'Armée de l'Union lors de la guerre de Sécession. Carleton est renommé pour le combat qui l'opposa aux Amérindiens dans le sud-ouest des États-Unis.

## Avant la guerre
Carleton prend part à la guerre d'Aroostook contre les Anglais, en 1838 en tant que lieutenant dans la milice du Maine, puis à la guerre américano-mexicaine, en 1846. Il est nommé premier lieutenant du 1st U.S. Dragoons le 18 octobre 1839. Au sein du 1st U.S. Dragoons, il est affecté dans l'Ouest américain. Il est connu pour avoir commis des crimes contre les Amérindiens.
Il est promu premier lieutenant le 17 mars 1845 puis capitaine le 16 février 1847. Il est breveté commandant le 23 février 1847 pour bravoure et conduite méritoire lors de la bataille de Buena Vista.

## Guerre de Sécession
Il est affecté au 1er régiment de cavalerie le 3 août 1861. Le 19 août 1861, il est nommé colonel du 1st California Volunteer Regiment. Il est promu commandant dans le 6e régiment de cavalerie le 7 septembre 1861. Puis il conduit, en 1862, ce que l'on nommera la colonne de Californie, à travers la Californie, l'Arizona, le Nouveau-Mexique jusqu'au Texas. En chemin, les Californiens participent à la bataille de Picacho Pass puis à celle d'Apache Pass, où il fait construire Fort Bowie.
Il est nommé brigadier-général des volontaires le 28 avril 1862, alors qu'il avance avec ses hommes vers l'Arizona. Ses troupes capturent Tucson le 20 mai 1862. Carleton fait sa jonction avec les forces de l'Union du général Edward R. S. Canby au Nouveau-Mexique. Lorsque les menaces des Confédérés sur le Nouveau-Mexique semblent éliminées, Canby et la plupart des troupes de l'Union sont envoyées en renfort dans l'Est ; ainsi à la fin août, Carleton est nommé à la tête du département militaire du Nouveau-Mexique. Afin de prévenir toute nouvelle tentative d'invasion du territoire par les Confédérés, Carleton envoie des éclaireurs et des espions le long de la frontière entre le Texas et le Nouveau-Mexique et requiert le concours d'unités de volontaires du Colorado qui ont joué un rôle important dans l'expulsion des Confédérés du territoire pendant l'hiver et le printemps de 1862.
À la tête de son département, Carleton est surtout aux prises avec les menaces que font peser les Amérindiens dans la région. Son principal commandant sur le terrain n'est autre que le fameux colonel Christopher "Kit" Carson à qui Carleton enjoint une extrême fermeté vis-à-vis des Amérindiens. La campagne féroce de Carleton conduit à d'énormes pertes humaines au sein de la population navajo. Il envoie ensuite Carson attaquer les populations amérindiennes qui, dans le sud-ouest, attaquent les colons, ce qui débouche sur la bataille d'Adobe Walls.

## Après la guerre
Carleton est breveté major-général des volontaires le 13 mars 1865 pour service méritoire lors de la guerre, l'année même ou la guerre de Sécession prend fin. À la même date, il est breveté lieutenant colonel, colonel et brigadier générale de l'armée régulière pour bravoure et service méritoire au Nouveau-Mexique et major général pour service méritoire lors de la guerre. Il reste à la tête des volontaires jusqu'au 30 avril 1866. Après la guerre, il sert comme lieutenant-colonel du 4e régiment de cavalerie à partir du 31 juillet 1866.

### Publications
Carleton écrivit plusieurs ouvrages militaires : The Battle of Buena Vista (1848), Diary of an Excursion to the Ruins of Abo, Quarra, and the Grand Quivira in New Mexico in 1853 (1855), The Mountain Meadows Massacre (1859) et The Prairie Log Books (posthume, 1943).
C'est en raison de l'impact de son The Battle of Buena Vista que Carleton se vit confier, par le Secrétaire à la Guerre Jefferson Davis, en 1856, la mission d'étudier les tactiques de cavalerie européennes. Carleton ne fit cependant pas le voyage mais fonda son rapport sur les observations du général George B. McClellan qui était récemment rentré d'Europe.
Le général Carleton mourut à San Antonio au Texas, il repose au Mount Auburn Cemetery à Cambridge dans le Massachusetts. Son fils, Henry Guy Carleton (1852-1910), journaliste et dramaturge, sera plus tard inhumé à ses côtés.

## Dans la culture populaire
- Dans le film Major Dundee de Sam Peckinpah (1965), le capitaine Frank Waller, second de Dundee à Fort Benlin, l'avertit qu'il va le dénoncer au général Carleton pour abandon de poste, etc. Dundee lui répond qu'il n'en a cure, et lui donne une déclaration signée dans laquelle il dit prendre toute la responsabilité de l'expédition punitive contre les Apaches.